# Kambiz Hosseini
Pour les articles homonymes, voir Hosseini.
Kambiz Hosseini (persan : کامبیز حسینی) est un humoriste, présentateur de télévision, acteur et écrivain iranien, né le 1er août 1975 à Rasht, en Iran et qui réside à New York. Il est connu comme présentateur de l'émission de télévision Parazit et producteur-animateur du podcast hebdomadaire intitulé À cinq heures du soir, consacré à la situation des droits de l'homme en Iran.

## Biographie
Kambiz Hoseini est né à Rasht où il passe son enfance, puis à Mashhad. À 10 ans, il participe déjà une émission de radio intitulée Les Floraisons de la Révolution islamique. Il poursuit des études en dramaturgie théâtrale en Iran.
Il émigre en 2000 aux États-Unis où il continue ses études et commence à travailler à la Radio Free Europe. Simultanément, il est présentateur et critique de l'émission Chabahang à la VOA-PNN. Ensuite, il travaille comme écrivain et présentateur de l'émission Parazit. Il est actuellement acteur, animateur et écrivain au théâtre et à la télévision.

## Carrière

### Parazit
Parazit était une émission populaire, hebdomadaire, d'une demi-heure, en persan à la Voice of America-Persian. Cette émission présente une satire sur la politique en Iran. Kambiz Hosseini et Saman Arbabi, les émigrants iraniens qui habitaient à Washington DC, produisent l'émission, d'abord en 10 minutes, mais la prolongent pour en faire une demi-heure. Parazit est influencée par l'émission satirique américaine The Daily Show. Cette émission était diffusée de 2009 à 2012, à la Voice of America-Persian News Network.

### À cinq heures du soir
À cinq heures du soir est un audio-podcast présenté par Kambiz Hosseini. Le podcast, produit par la Campagne internationale pour les droits de l'homme en Iran, débute en janvier 2013. Il diffuse l'actualité sur les droits de l'homme en Iran. Son nom est inspiré du nom d'une poésie de Federico Garcia Lorca et aussi de son horaire de diffusion : dix-sept heures. Le podcast est émis chaque vendredi, à dix-sept heures (heure iranienne), sur la page web et le facebook de la Campagne internationale pour les droits de l'homme en Iran ainsi que sur celui de Kambiz Hosseini.
Grâce à leur grand succès, Kambiz Hosseini et Saman Arbabi sont invités à l'émission Daily Show, le 20 janvier 2011.